# Gene Tierney
Gene Eliza Tierney (New York, 1920. november 19. – Houston, Texas, 1991. november 6.) Oscar-díjra jelölt amerikai színésznő, pin-up girl.
Az 1940-es évek ünnepelt csillaga, olyan népszerű és híres színésznő volt, mint Rita Hayworth, Lana Turner és Ava Gardner.

## Élete

### Fiatalkora
Tierney 1920-ban született New Yorkban. Édesapja, Howard brókerügynök, édesanyja, Belle Lavinia testnevelő tanár. Egy bátyja, Howard "Butch" és egy húga, Patricia, "Pat" volt. Tierney a St. Margaret és a Fairfieldi Unquowa Általános Iskolába járt Connecticutban. Első verse, Éjszaka (Night) címmel megjelent az iskolaújságban, és Tierney egész életében alkalmanként írt verseket. Tierney szerepelt a Kisasszonyok című iskolai színdarabban, amiben Jót játszotta. Két évet töltött Európában, a svájci Brillantmont Nemzetközi Iskolában, Lausanne-ban, ahol megtanult folyékonyan franciául.
1938-ban visszatért Amerikába, és a Miss Porter Iskolájába járt. A nyugati parton töltötte a családdal a szünidejét, amikor meglátogatta a Warner Bros. stúdióját, ahol egy unokatestvére dolgozott. Anatole Litvakkal ismerkedett meg, aki azt ajánlotta a tizenhétéves lánynak, hogy legyen színésznő. A szülei azonban ellenezték, később Tierney mégis színészetet tanult, de elfogadta szülei feltételét, hogy a színházban kezdjen. George Abbott gyorsan a szárnyai alá vette. Tierney első szerepében egy vödör vizet vitt a színpadon a What a Life! című színdarabban, következő szerepét 1939-ben kapta meg a Mrs. O'Brien Entertain című darabban. A kritikusok dicsérték alakítását, és nagy jövőt jósoltak neki.
Ezután a Columbia Picturesszel írt alá egy hathónapos szerződést. A nagy derby című filmbe nyert válogatást, de a produkció forgatása megkésett. Tierney a szerződése lejártával visszatért a Broadwayre, ahol kasszasikert és kritikusi elismerést gyűjtött be a The Male Animal című színdarabbal 1940-ben.

### Filmkarrier
Tierney-nek a 20th Century Fox kínált szerződést, és első filmje Henry Fonda főszereplésével a Frank James visszatér című westernfilm volt. Ezután Paul Muni oldalán tűnt fel a Hudson's Bayben, majd John Ford beválogatta a Dohányföld című vígjátékába, ahol Randolph Scott volt a partnere.
1942-ben kettős szerepet vállalt a Rings on Her Fingers című parádés komédiában, felbukkant Thunder Birdsben, a China Girlben és a Son Fury: The Story of Benjamin Blake című produkcióban. 1943-ban Ernst Lubitsch főszerepet kínált neki az Ép testben épp, hogy élek című vígjátékban. 1944-ben leghíresebb szerepét játszotta el Otto Preminger Valakit megöltek című film noirjában. 1945-ben Oscar-díjra jelölték a Leave Her to Heaven (vagy Halálos bűn) című filmjéért, amiben egy féltékeny, narcisztikus asszonyt alakított Cornel Wilde oldalán. A produkció a Fox legtöbb bevételt hozó filmje volt a negyvenes években.
A Sárkányvár asszonya című film (1946) Walter Huston és Vincent Price mellett vonultatta fel Tierney-t, ami egyben Joseph L. Mankiewicz első rendezése is volt. Ugyanebben az évben szerepelt Tyrone Power párjaként a The Razor's Edge (vagy A borotva éle) című filmadaptációban, ami William Somerset Maugham regénye alapján készült. 1947-ben Rex Harrisonnal játszott A kísértet és Mrs. Muirben. 1948-ban a That Wonderful Urge című parádés komédiában bukkant fel, majd ismét együtt dolgozott Otto Premingerrel az Örvény című filmben, oldalán José Ferrerrel és Richard Contéval. Két további film noirral bővítette portfólióját 1950-ben: Az éjszaka és a város valamint az Ahol a járda véget ér címűekkel.
1951-ben a Paramount Picturesnek teljesített egy filmszerződést a The Mating Season című vígjátékkal, amiben John Lunddal, Thelma Ritterrel és Miriam Hopkinsszal játszott együtt. Ugyanebben az évben a Warner Bros. filmjében vállalt szerepet a Close to My Heart című filmdrámában Ray Millanddal. Tierney még olyan nagy színészek mellett játszott, mint Spencer Tracy, Clark Gable, Ginger Rogers vagy Van Heflin.

### Magánélete
Tierney kétszer házasodott meg. Első férje, Oleg Cassini divattervező volt, akihez 1941-ben ment hozzá. A párnak két lánya született, Daria és Christina "Tina". Daria fogyatékosan született, és egész életére kórházi segítségre szorult. Tierney később tudta meg, hogy várandóssága alatt elkapta a rózsahimlőt, ami ártalmas lehet a magzatra. A történet később megihlette a híres krimiírónőt, Agatha Christie-t, aki A kristálytükör meghasadt című regényét Tierney-ről mintázta. 
Cassini és Tierney 1946-ban szétköltöztek, 1948-ban pedig elváltak, de barátok maradtak életük végéig.
Tierney-nek viszonya volt John F. Kennedyvel, aki fiatal veteránként tért vissza a második világháborúból, hogy megnézze A Sárkányvár asszonya forgatását. Kennedy véget vetett a kapcsolatnak, mikor úgy döntött, hogy politikai pályára lép.
Másik nagy szeretője Aly Kahn pakisztáni herceg volt, akivel európai forgatások alatt ismerkedett meg. 1952-ben a herceg eljegyezte, míg a válása Rita Hayworth színésznőtől közben folyt, de a házasságukat a herceg apja, III. Aga Khan nem engedélyezte.
1958-ban Tierney megismerte W. Howard Lee texasi olajmágnást, aki házasságban állt Hedy Lamarr-ral. 1960-ban a pár elvált, és még abban az évben Tierney-t oltárhoz vezette, és 1981-ig Lee haláláig együtt maradtak.

### Betegsége
Tierney mániás depresszióban szenvedett. Lánya, Daria születése után a színésznőnek gondjai támadtak a koncentrációjával, ami színészi munkáját is befolyásolta. 1953-ban el kellett hagynia a Mogambo stábját, ahol Grace Kelly vette át a helyét. 1955-ben Tierney állapota rosszabbodott, Az Isten bal keze forgatásán Humphrey Bogart tanácsolta neki, hogy forduljon orvoshoz. Tierney pszichológushoz járt, majd intézetbe került, ahol sokkterápiát kapott. 1957-ben kilépett egy tizennégy emelet magas ház ablakának párkányára, és húsz percen át ott maradt, amíg ki nem hívták a rendőrséget. A színésznőt ismét klinikára küldték, majd a terápiája lejártával elengedték.
Tierney ezután eladóként dolgozott egy ruhaboltban, és próbált beépülni a társadalomba, de egy vevő felismerte, és a hír  szenzációt keltett a lapokban. 1958-ban a 20th Century Fox főszerepet kínált neki a Holiday for Lovers című filmben, de Tierney nem bírta a stresszt, és kilépett.

### Kései évek
Tierney-t többször próbálták visszacsalni a stúdiók. Első filmszerepe a kihagyása után 1962-ben volt Franchot Tone mellett az Advise & Consent-ben. Ezután a Játékok a padlásszobában következett a főszerepben Geraldine Page-dzsel. Utolsó filmszerepei 1964-ben a The Pleasure Seeker és az 1969-es Daughter of the Mind. 1980-ban szerepelt utoljára a televízióban A Scruples Divatház című minisorozatban.
1979-ben kiadta életrajzi könyvét Self-Portrait címmel. 1981-ben elhunyt második férje Howard Lee. 1986-ban Tierney Donostia Életműdíjat kapott Gregory Peck mellett a San Sebastián-i Nemzetközi Filmfesztiválon. 1991-ben hunyt el tüdőbetegségben, amit erős dohányzása okozott.

## Filmográfia

### Színpadi szerepek
| Év   | Cím                    | Szerep           | Színház                |
| ---- | ---------------------- | ---------------- | ---------------------- |
| 1939 | Mrs O'Brien Entertains | Molly O'Day      | Lyceum Theatre         |
| 1939 | Ring Two               | Peggy Carr       | Henry Miller's Theatre |
| 1940 | The Male Animal        | Patricia Stanley | Cort Theatre           |

### Filmek
| Év   | Cím                                      | Szerep                           | Magyar hang                                                             |
| ---- | ---------------------------------------- | -------------------------------- | ----------------------------------------------------------------------- |
| 1940 | Frank James visszatér                    | Eleanor Stone                    | n.a                                                                     |
| 1941 | Hudson's Bay                             | Barbara Hall                     |                                                                         |
| 1941 | Dohányföld                               | Ellie May                        | Pálffy Gabi                                                             |
| 1941 | Belle Starr                              | Belle Shirley / Belle Starr      |                                                                         |
| 1941 | Sundown                                  | Zia                              |                                                                         |
| 1941 | Bosszú Sanghajban                        | Poppy                            | n.a                                                                     |
| 1942 | Son of Fury: The Story of Benjamin Blake | Eve                              |                                                                         |
| 1942 | Rings on Her Fingers                     | Susan Miller / Linda Worthington |                                                                         |
| 1942 | Thunder Birds: Soldiers of the Air       | Kay Saunders                     |                                                                         |
| 1942 | China Girl                               | Miss Haoli Young                 |                                                                         |
| 1943 | Ép testben épp, hogy élek                | Martha Strabel Van Cleve         | n.a                                                                     |
| 1944 | Valakit megöltek                         | Laura Hunt                       | 1. magyar változat (1972): Halász Judit 2. magyar változat: Kováts Adél |
| 1945 | A Bell for Adano                         | Tina Tomasino                    |                                                                         |
| 1945 | Halálos bűn                              | Ellen Berent Harland             | n.a                                                                     |
| 1946 | A Sárkányvár asszonya                    | Miranda Wells                    | n.a                                                                     |
| 1946 | The Razor's Edge                         | Isabel Bradley                   |                                                                         |
| 1947 | A kísértet és Mrs. Muir                  | Lucy Muir                        | n.a                                                                     |
| 1948 | The Iron Curtain                         | Anna Gouzenko                    |                                                                         |
| 1948 | That Wonderful Urge                      | Sara Farley                      |                                                                         |
| 1949 | Örvény                                   | Ann Sutton                       | n.a                                                                     |
| 1950 | Az éjszaka és a város                    | Mary Bristol                     | n.a                                                                     |
| 1950 | Ahol a járda véget ér                    | Morgan Taylor                    | n.a                                                                     |
| 1951 | The Mating Season                        | Maggie Carleton                  |                                                                         |
| 1951 | A Riviérán                               | Lili Duran                       | Jani Ildikó                                                             |
| 1951 | The Secret of Convict Lake               | Marcia Stoddard                  |                                                                         |
| 1951 | Close to My Heart                        | Midge Sheridan                   |                                                                         |
| 1952 | Way of Gaucho                            | Teresa Chavez                    |                                                                         |
| 1952 | Plymouth Adventure                       | Dorothy Bradford                 |                                                                         |
| 1953 | Sose engedj el!                          | Marya Lamarkina                  |                                                                         |
| 1953 | Personal Affair                          | Kay Barlow                       |                                                                         |
| 1954 | Szinuhe                                  | Baketamon                        | Nyakó Júlia                                                             |
| 1954 | Black Widow                              | Iris Denver                      |                                                                         |
| 1955 | Az Isten bal keze                        | Anne "Scotty Scott"              | Kovács Nóra                                                             |
| 1962 | Advise & Consent                         | Dolly Harrison                   |                                                                         |
| 1963 | Játékok a padlásszobában                 | Albertine Prine                  | n.a                                                                     |
| 1963 | Four Nights of the Full Moon             | ?                                |                                                                         |
| 1964 | The Pleasure Seekers                     | Jane Barton                      |                                                                         |
| 1969 | Daughter of the Mind                     | Lenore Constable                 |                                                                         |

### Televíziós sorozatok
| Év   | Cím                      | Szerep (zárójelben az évad (S) és/vagy az epizód (E) száma) |
| ---- | ------------------------ | ----------------------------------------------------------- |
| 1960 | General Electric Theater | Ellen Galloway (S9E10)                                      |
| 1969 | The F.B.I.               | Faye Simpson (S4E23)                                        |
| 1980 | A Scruples Divatház      | Harriet Toppingham                                          |

## Díjak és jelölések
| Év   | Cím         | Díj                                                    | Eredmény |
| ---- | ----------- | ------------------------------------------------------ | -------- |
| 1946 | Halálos bűn | Oscar-díj a legjobb női főszereplőnek                  | Jelölve  |
| 1960 | Életművéért | csillag a Hírességek sétányán                          | Elnyerte |
| 1986 | Életművéért | San Sebastián-i Nemzetközi Filmfesztivál: Donostia-díj | Elnyerte |